# 島田修二郎
島田 修二郎（しまだ しゅうじろう、1907年3月29日 - 1994年4月11日）は、日本の美術史学者。プリンストン大学名誉教授。考古学者の島田泉は次男。

## 来歴
兵庫県出身。京都帝国大学卒。京都国立博物館美術室長、1964年プリンストン大学教授。中国の画論「松斎梅譜」や正倉院の「鳥毛立女屏風」などの研究がある。1991年朝日賞受賞。

## 著書
- 島田修二郎著作集 1 日本絵画史研究 中央公論美術出版 1987.11
- 島田修二郎著作集 2 中国絵画史研究 中央公論美術出版 1993.3

## 編著
- 在外秘宝 欧米収蔵日本絵画集成　第1・2巻 学習研究社 1969
- 新修日本絵巻物全集 別巻 1 在外篇 弘法大師伝絵巻・融通念仏縁起絵・槻峯寺建立修行縁起 角川書店 1980.11
- 新修日本絵巻物全集 別巻 2 在外篇 天神縁起絵巻・八幡縁起・天稚彦草紙・鼠草紙・化物草子・うたたね草紙  角川書店 1981.2
- 松斎梅譜 呉太素 広島市立中央図書館 1988.3

## 参考
- 日本人名大事典